# EIF2C2
EIF2C2‏ (Argonaute 2, RISC catalytic component) هوَ بروتين يُشَفر بواسطة جين EIF2C2 في الإنسان.